# Cho Ho-jin
Cho Ho-jin – południowokoreański zapaśnik w stylu wolnym. Srebrny medalista mistrzostw Azji w 2001 roku.